# Nemours
Nemours é uma comuna francesa localizada na região administrativa da Île-de-France, no departamento Sena e Marne. A comuna possui 12 822 habitantes segundo o censo de 2011.